# Pidhirne (hromada Borodino)
Pidhirne (ukr. Підгірне) – wieś na Ukrainie, w obwodzie odeskim, w rejonie bołgradzkim, w hromadzie Borodino. W 2001 liczyła 168 mieszkańców.